# Condado de McLean (Illinois)
El condado de McLean es un condado estadounidense, situado en el estado de Illinois. Según el censo de los Estados Unidos del 2000, la población es de 150 433 habitantes. La cabecera del condado es Bloomington. 

## Geografía
Según la Oficina del Censo de los Estados Unidos, el condado tiene un área total de 3072 km² (1186  millas²). De éstas 3065 km² (1184 mi²) son de tierra y 7 km² (3 mi²) son de agua.

### Colindancias
- Condado de Woodford, noroeste.
- Condado de Livingston, noroeste.
- Condado de Ford, este.
- Condado de Champaign, sureste.
- Condado de Piatt, sur.
- Condado de DeWitt, sur.
- Condado de Logan, suroeste.
- Condado de Tazewell, oeste.

## Historia
El Condado de McLean se separó del condado de Condado de Tazewell  en 1830, su nombre es en honor de John McLean, senador de Estados Unidos.

## Demografía
Según el censo del año 2000, hay 150 433 personas, 56 746 cabezas de familia, y 35 466 familias que residen en el condado. La densidad de población es de (49/km²). hab/km² 127 hab/mi²). La composición racial tiene:
- 89.19% Blancos (No hispanos)
- 2.55% hispanos (Todos los tipos)
- 6.19% Negros o Negros Americanos (No hispanos)
- 1.01% Otras razas (No hispanos)
- 2.05% Asiáticos (No hispanos)
- 1.36% Mestizos (No hispanos)
- 0.16% Nativos Americanos (No hispanos)
- 0.03% Isleños (No hispanos)

Hay 56,746 cabezas de familia, de los cuales el 32% tienen menores de 18 años viviendo con ellos, el 50.90% son parejas casadas viviendo juntas, el 8.80% son mujeres que forman una familia monoparental (sin cónyuge), y 37.50% no son familias. El tamaño promedio de una familia es de 2.45 miembros.
En el condado el 24% de la población tiene menos de 18 años, el 18.60% tiene de 18 a 24 años, el 29.20% tiene de 25 a 44, el 19.00% de 45 a 64, y el 9.70% son mayores de 65 años. La edad media es de 30 años. Por cada 100 mujeres hay 93.6 hombres. Por cada 100 mujeres mayores de 18 años hay 90.4 hombres.			
Tabla de la evolución demográfica:
|       | 1900   | 1910   | 1920   | 1930   | 1940   | 1950   | 1960   | 1970    | 1980    | 1990    | 2000    |
| ----- | ------ | ------ | ------ | ------ | ------ | ------ | ------ | ------- | ------- | ------- | ------- |
| TOTAL | 67 843 | 68 008 | 70 107 | 73 117 | 73 930 | 76 577 | 83 877 | 104 389 | 119 149 | 129 180 | 150 433 |

## Economía
Los ingresos medios de un cabeza de familia el condado es de $47 021, y el ingreso medio familiar es $61 073.00 Los hombres tienen unos ingresos medios de $41 290 frente a $28 435 de las mujeres. El ingreso per cápita del condado es de $22 227.00 El 9.70% de la población y el 4.10% de las familias están debajo de la línea de pobreza. Del total de gente en esta situación, 7.00% tienen menos de 18 y el 5.00% tienen 65 años o más.